# (171454) 2007 SM17
(171454) 2007 SM17 es un asteroide perteneciente al cinturón de asteroides, descubierto el 18 de septiembre de 2007 por el equipo del Lowell Observatory Near-Earth-Object Search desde la Estación Anderson Mesa (condado de Coconino, cerca de Flagstaff, Arizona, Estados Unidos).

## Designación y nombre
Designado provisionalmente como 2007 SM17.

## Características orbitales
2007 SM17 está situado a una distancia media del Sol de 2,407 ua, pudiendo alejarse hasta 2,811 ua y acercarse hasta 2,003 ua. Su excentricidad es 0,168 y la inclinación orbital 7,340 grados. Emplea 1363,88 días en completar una órbita alrededor del Sol.

## Características físicas
La magnitud absoluta de 2007 SM17 es 16,43.